# Oncerometopus ruber
Oncerometopus ruber är en insektsart som beskrevs av Reuter 1876. Oncerometopus ruber ingår i släktet Oncerometopus och familjen ängsskinnbaggar. Inga underarter finns listade i Catalogue of Life.